# 日本時報
日本時報（The Japan Times）是一家總部位於日本東京都港區、專辦英文報紙與英文雜誌書籍等出版品的報社。創刊於1897年的日本時報，是日本現存的英文報紙中歷史最悠久的一份。日本時報的販賣網，在愛知縣、岐阜縣與三重縣屬於中日新聞社系列，在日本其他地方屬於朝日新聞社系列。日本時報每月發行該月份的A4紙縮印版，每月份總頁數約600頁。